# Willisornis
Willisornis – rodzaj ptaków z rodziny chronkowatych (Thamnophilidae). 

## Występowanie
Rodzaj obejmuje gatunki występujące w Amazonii.

## Morfologia
Długość ciała 12–13 cm, masa ciała 15–19 g.

## Systematyka

### Nazewnictwo
Nazwa rodzajowa jest połączeniem nazwiska Edwina O’Neilla Willisa, amerykańskiego ornitologa mieszkającego w Brazylii, z greckim słowem ορνις ornis, ορνιθος ornithos – „ptak”.

### Podział systematyczny
Gatunkiem typowym jest Hypocnemis poecilinota. Takson wyodrębniony z rodzaju Hylophylax. Do rodzaju należą następujące gatunki:
- Willisornis poecilinotus (Cabanis, 1847) – pręgopiórek północny
- Willisornis vidua (Hellmayr, 1905) – pręgopiórek brazylijski – takson wyodrębniony ostatnio z W. poecilinotus[9].